# Collin Seedorf
Collin Dean Seedorf (Amsterdam, 1 mei 1995) is een Nederlands-Surinaams voetballer die doorgaans speelt als centrale verdediger. In juli 2025 verruilde hij FC Eindhoven voor FK Željezničar. Hij is een achterneef van oud-voetballer Clarence Seedorf.

## Clubcarrière
Seedorf speelde in de jeugdopleiding van FC Utrecht en kwam in de zomer van 2014 terecht bij RKC Waalwijk. In oktober van datzelfde jaar werd hij samen met middenvelder Sjoerd van Beers bij het eerste elftal gehaald. Seedorf maakte zijn debuut voor de Waalwijkse club op 24 november 2014, toen met 3–1 verloren werd van Jong PSV. Hij mocht van coach Martin Koopman een kwartier voor tijd invallen voor Frank van Mosselveld. Zijn eerste doelpunt maakte Seedorf op 8 december, tegen Jong Ajax. Ondanks doelpunten van hem en Maxim Deckers werd met 3–2 verloren.
Na het seizoen 2016/17, waarin hij slechts elf competitieduels speelde, maakte Seedorf de transfervrije overstap naar Inverness Caledonian Thistle, waar hij zijn handtekening zette onder een verbintenis voor de duur van één seizoen. Met de club won hij de Scottish League Challenge Cup 2017/18. De club lichtte in mei 2018 de optie om zijn contract te verlengen niet. Hierop tekende Seedorf een contract bij FC Eindhoven voor één seizoen, met een optie op een jaar extra. Deze optie werd in maart 2019 gelicht, waardoor hij tot medio 2020 vast kwam te liggen.
In september 2020 contracteerde FC Emmen Seedorf transfervrij; hij tekende een contract voor een seizoen met de optie voor nog een jaar. Daar kwam hij niet aan bod en per 1 februari 2021 keerde Seedorf terug bij Eindhoven. Deze club mocht hij na een half seizoen weer verlaten. Na zijn vertrek mocht Seedorf wel zijn conditie op peil blijven houden bij FC Eindhoven. Later die zomer tekende hij toch een nieuwe verbintenis, tot het einde van het seizoen met een optie op een jaar extra. In maart 2022 werd deze optie gelicht door de clubleiding. Na het aflopen van zijn contract in 2025 verkaste Seedorf naar FK Željezničar.

## Clubstatistieken
| Seizoen | Club           | Competitie     | Competitie | Competitie | Beker | Beker | Nacompetitie | Nacompetitie | Totaal | Totaal |
| Seizoen | Club           | Competitie     | Wed.       | Dlp.       | Wed.  | Dlp.  | Wed.         | Dlp.         | Wed.   | Dlp.   |
| ------- | -------------- | -------------- | ---------- | ---------- | ----- | ----- | ------------ | ------------ | ------ | ------ |
| 2014/15 | RKC Waalwijk   | Eerste divisie | 17         | 2          | 0     | 0     | —            | —            | 17     | 2      |
| 2015/16 | RKC Waalwijk   | Eerste divisie | 19         | 0          | 1     | 0     | —            | —            | 20     | 0      |
| 2016/17 | RKC Waalwijk   | Eerste divisie | 9          | 0          | 1     | 0     | 2            | 0            | 12     | 0      |
| 2017/18 | Inverness CT   | Championship   | 14         | 0          | 5     | 0     | —            | —            | 19     | 0      |
| 2018/19 | FC Eindhoven   | Eerste divisie | 33         | 4          | 1     | 0     | —            | —            | 34     | 4      |
| 2019/20 | FC Eindhoven   | Eerste divisie | 15         | 1          | 1     | 0     | —            | —            | 16     | 1      |
| 2020/21 | FC Emmen       | Eredivisie     | 0          | 0          | 0     | 0     | —            | —            | 0      | 0      |
| 2020/21 | FC Eindhoven   | Eerste divisie | 9          | 0          | 0     | 0     | —            | —            | 9      | 0      |
| 2021/22 | FC Eindhoven   | Eerste divisie | 30         | 1          | 0     | 0     | 4            | 0            | 34     | 1      |
| 2022/23 | FC Eindhoven   | Eerste divisie | 34         | 3          | 2     | 0     | 2            | 0            | 38     | 3      |
| 2023/24 | FC Eindhoven   | Eerste divisie | 28         | 0          | 2     | 0     | —            | —            | 30     | 0      |
| 2024/25 | FC Eindhoven   | Eerste divisie | 38         | 1          | 1     | 0     | —            | —            | 39     | 1      |
| 2025/26 | FK Željezničar | Premijer Liga  | 0          | 0          | 0     | 0     | 0            | 0            | 0      | 0      |
| Totaal  | Totaal         | Totaal         | 247        | 12         | 14    | 0     | 8            | 0            | 268    | 12     |

Bijgewerkt op 3 juli 2025.